# 高级人民法院
高级人民法院，是中华人民共和国设立在省级行政区的地方审判机关，是中华人民共和国第三层级的人民法院。高级人民法院审理的第一审案件的上诉法院为中华人民共和国最高人民法院。

## 法律依据
依据《中华人民共和国人民法院组织法》第二十条之规定，高级人民法院包括：

　　（一）省高级人民法院；

　　（二）自治区高级人民法院；

　　（三）直辖市高级人民法院。
依据《中华人民共和国人民法院组织法》规定，中华人民共和国设置下列高级人民法院： 
- 北京市高级人民法院
- 上海市高级人民法院
- 天津市高级人民法院
- 重庆市高级人民法院
- 河北省高级人民法院
- 山西省高级人民法院
- 吉林省高级人民法院
- 辽宁省高级人民法院
- 黑龙江省高级人民法院
- 陕西省高级人民法院
- 甘肃省高级人民法院
- 青海省高级人民法院
- 山东省高级人民法院
- 福建省高级人民法院
- 浙江省高级人民法院
- 河南省高级人民法院
- 湖北省高级人民法院
- 湖南省高级人民法院
- 江西省高级人民法院
- 江苏省高级人民法院
- 安徽省高级人民法院
- 广东省高级人民法院
- 海南省高级人民法院
- 四川省高级人民法院
- 贵州省高级人民法院
- 云南省高级人民法院
- 内蒙古自治区高级人民法院
- 新疆维吾尔自治区高级人民法院
- 宁夏回族自治区高级人民法院
- 广西壮族自治区高级人民法院
- 西藏自治区高级人民法院

此外，由于新疆生产建设兵团“党、政、军、企”合一的特殊体制以及伊犁哈萨克自治州下辖塔城、阿勒泰两个地区（自治州和地区同属地级行政区划）的特殊性，新疆维吾尔自治区高级人民法院设有下列分院，是中国唯二的高级人民法院派出机构：
- 新疆维吾尔自治区高级人民法院生产建设兵团分院，行使高级人民法院的职能（死刑、死缓上诉案件及死刑复核案件除外）[2][註 1]；
- 新疆维吾尔自治区高级人民法院伊犁哈萨克自治州分院，行使高级人民法院的部分职能和中级人民法院的全部职能。

## 管辖范围
依据《中华人民共和国人民法院组织法》第二十一条之规定，高级人民法院审理下列案件：

　　（一）法律规定由其管辖的第一审案件；

　　（二）下级人民法院报请审理的第一审案件；

　　（三）最高人民法院指定管辖的第一审案件；

　　（四）对中级人民法院判决和裁定的上诉、抗诉案件；

　　（五）按照审判监督程序提起的再审案件；

　　（六）中级人民法院报请复核的死刑案件。
第一项中“法律规定由其管辖的第一审案件”，根据三大诉讼法有关规定，为其辖区内全省（自治区、直辖市）性的重大、复杂案件。

## 组织架构
根据《中华人民共和国人民法院组织法》，省、自治区、直辖市设立高级人民法院，由院长一人，副院长、庭长、副庭长和审判员若干人组成。
高级人民法院机构规格为副省级单位。根据《中共中央组织部关于按甲类职务任免省、市、自治区高级人民法院院长和人民检察院检察长的复函》（〔80〕干办字652号）、《中共中央办公厅关于加强地方各级法院、检察院干部配备的通知》（中办发〔1985〕47号）规定，高级人民法院院长的行政级别标配为副省部级。《中共中央关于进一步加强人民法院、人民检察院工作的决定》（中发〔2006〕11号），高级人民法院可以按同级党政部门副职规格和条件配备两名左右的审判委员会专职委员。根据《中共中央办公厅关于加强地方各级法院、检察院干部配备的通知》（中办发〔1985〕47号）、《法官职务序列设置暂行规定》（中组发〔2011〕18号），高级人民法院院长为二级大法官（副部级）；副院长为一级高级法官（正厅级）或二级高级法官（副厅级）；审判委员会委员为二级高级法官（副厅级）或三级高级法官（正处级）；各内设机构行政级别为正处级。